# Kanton Saint-Hilaire-de-Villefranche
Saint-Hilaire-de-Villefranche is een voormalig kanton van het Franse departement Charente-Maritime. Het kanton maakte deel uit van het arrondissement Saint-Jean-d'Angély. Het werd opgeheven bij decreet van 27 februari 2014, met uitwerking op 22 maart 2015.

## Gemeenten
Het kanton Saint-Hilaire-de-Villefranche omvatte de volgende gemeenten:
- Aujac
- Aumagne
- Authon-Ébéon
- Bercloux
- Brizambourg
- La Frédière
- Juicq
- Nantillé
- Saint-Hilaire-de-Villefranche (hoofdplaats)
- Sainte-Même